# 2053
2053 — невисокосний рік за григоріанським календарем. Це 2053 рік нашої ери, 53 рік 3 тисячоліття, 53 рік XXI століття, 3 рік 6-го десятиліття XXI століття, 4 рік 2050-х років.

## Очікувані події
- 12 вересня 2053 року відбудеться сонячне затемнення.

## Вигадані події
- Дія роману Джона Крістофера «Гвардійці» проходить з 2052 по 2053 рік. [джерело?]
- Дія фільму Неонове місто відбувається в 2053 році.
- Згідно фільму «Зоряний шлях: Перший контакт» III світова війна закінчиться в 2053. [джерело?]